# Tailwind Airlines
Tailwind Havayollari A.S. (Tailwind Airlines) est une compagnie aérienne turque charter basée à Istanbul. Tailwind Havayollari A.S. a été fondée en 2006[Quand ?]. Elle a fait son premier vol en mai 2009. 

## Histoire
La compagnie aérienne a été fondée dans le cadre d'un projet conjoint turco-britannique, le premier vol commercial ayant eu lieu en mai 2009. Fondée par Kadri Muhiddin, Safi Ergin et Mehmet Demir Uz en 2006, la compagnie aérienne à bas prix exploitait cinq Boeing 737-400 en août 2013. Elle est membre de l'AITA depuis 2010.

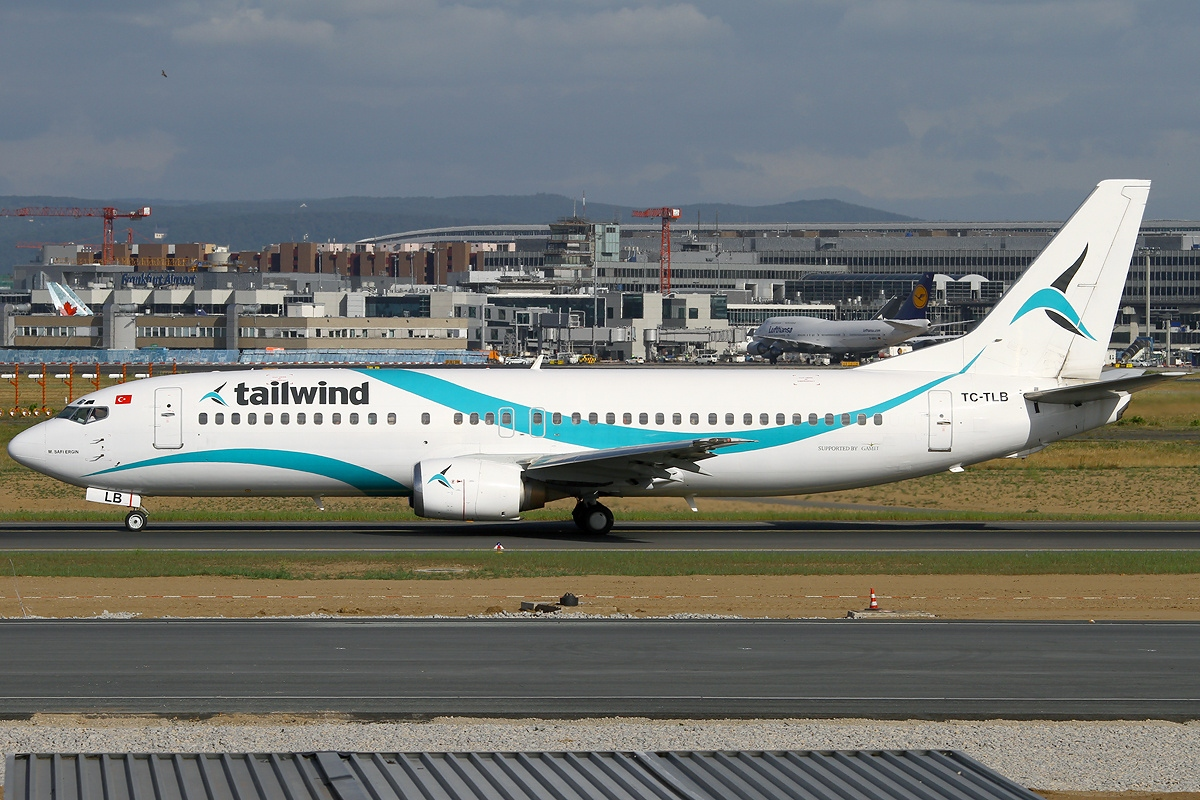
Un Boeing 737-400 de Tailwind Airlines à l'aéroport de Francfort

## Flotte
En juin 2022, la compagnie opérait 5 Boeing 737-400 loués à AerCap.